# Кызыл атлылар
Кызыл атлылар (с баш. — «Красные конники») — военная газета, издаваемая 112-я Башкирской кавалерийской дивизией. Газета издавалась три раза в неделю на башкирском языке.
Газета организована по поручению областного комитета КПСС и редактором назначен писатель Али Карнай. А. Карнай под псевдонимом «Красноармеец Х. Мансуров» опубликовал несколько десятков коротких очерков-зарисовок о бойцах дивизии
В газете печатались новости боевых действий на фронтах Великой Отечественной войны, приказы Верховного главнокомандующего И. В. Сталина, постановления Советского правительства, сводки Совинформбюро. Издание пропагандировало идеи интернационализма и патриотизма. Газета публиковала материалы о подвигах воинов 112-й дивизии, списки получивших боевые награды, наказы с трудящихся тыла, художественные произведения.
В газете издавались К. Даян, К. Мэргэн, Ш. Насыров и другие. Редакторами работали А. Карнай, А. Ихсан, М. Хакимов.

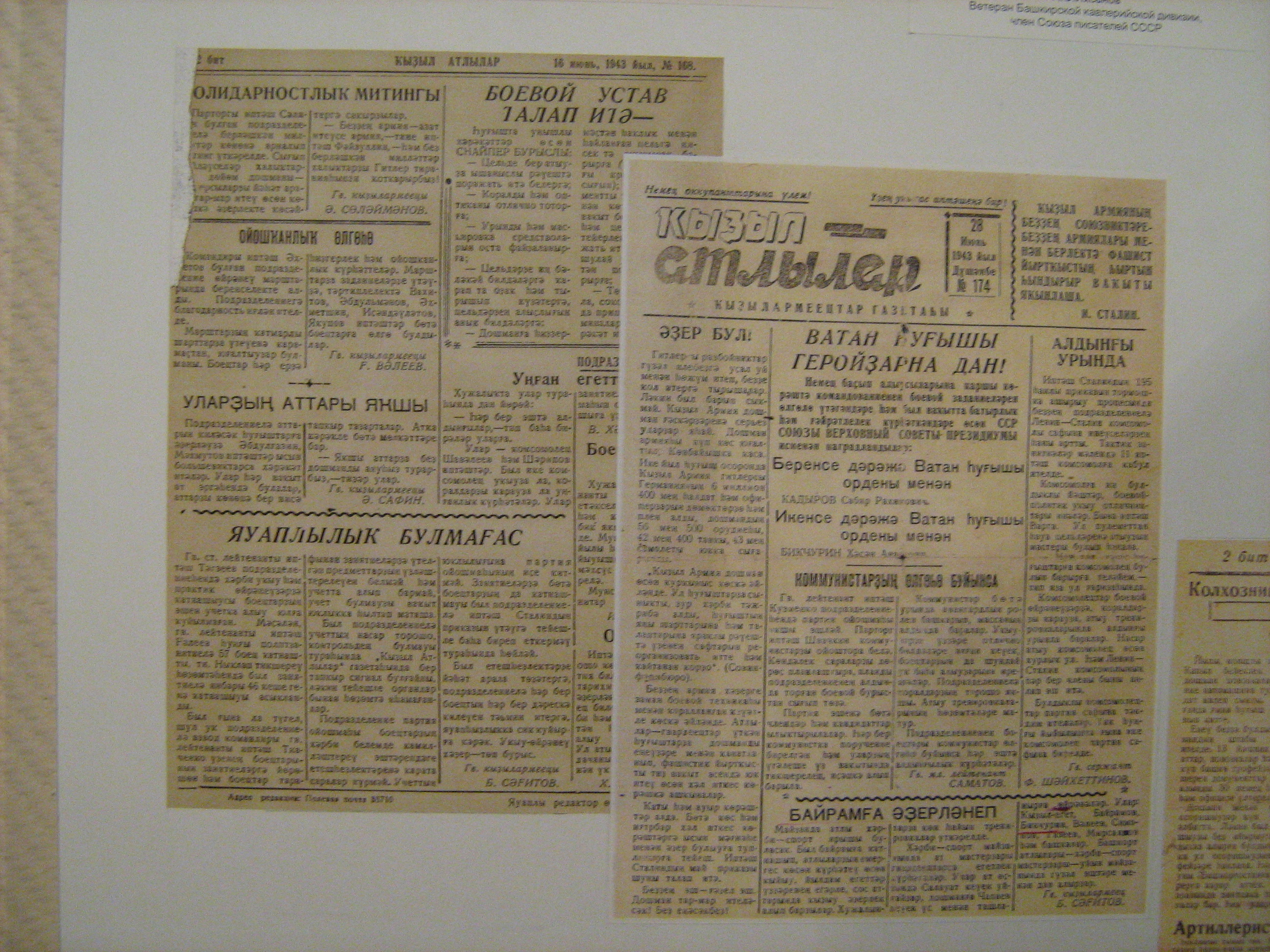